# برتو رومرو
برتو رومرو (اسپانیایی: Berto Romero‎؛ زادهٔ ۱۷ نوامبر ۱۹۷۴) بازیگر، کمدین، مجری رادیو، کارگردان فیلم، فیلم‌نامه‌نویس،  تهیه‌کننده فیلم و ستون‌نویس اهل اسپانیا است.
از فیلم‌ها یا مجموعه‌های تلویزیونی که وی در آن‌ها نقش داشته‌است، می‌توان به چندی بعد، هشت نام‌خانوادگی کاتالان، سه عروسی دیگر، زمان جاسوسی و فیلم اسپانیایی اشاره نمود.